# Reginaldus Libert
Reginaldus (o Reginald) Libert, o anche Liebert (fl. XV secolo), è stato un compositore francese, del primo rinascimento. Egli fu un esponente minore della scuola di Borgogna, un contemporaneo di Guillaume Dufay e fra i primi ad usare la tecnica del falso bordone nella composizione di una messa.

## Biografia
Molto poco si conosce della sua vita. Egli potrebbe essere lo stesso Reginaldus che fu impiegato alla cattedrale di Cambrai come insegnante di canto dei ragazzi del coro nel 1424.
Soltanto quattro sue composizioni sono state identificate. Due sono dei rondeau, la più popolare forma di chanson del tempo. Entrambi i pezzi sono a tre voci in cui soltanto la voce superiore era provvista di testo (gli strumenti erano spesso usati per le altre parti, specialmente nella musica della scuola di Borgogna).
La sua composizione più famosa è una messa completa a tre voci scritta per la prima volta con la tecnica del falso bordone.  Una caratteristica poco comune di questa messa è che non contiene soltanto i pezzi classici dell'ordinario della messa (Kyrie, Gloria, Credo, Sanctus, Agnus Dei) ma anche il Proprio. Per questa caratteristica assomiglia alla Missa Sancti Jacobi di Guillaume Dufay, che è spesso considerata come il primo esempio di applicazione della tecnica del falso bordone alla composizione di una messa. La messa di Libert usa una fonte di canto piano che permea tutti i movimenti e che migra da voce a voce. Dal punto di vista stilistico, questa messa sembra collocarsi intorno al 1430.
Libert scrisse anche un Kyrie a quattro voci. Entrambi i lavori, il Kyrie e la messa, sono riportati nei Trent Codices.